# Milot (Kurbin)
Milot es una localidad albanesa del condado de Lezhë, constituida desde 2015 como una de las unidades administrativas del municipio de Kurbin. La población de la unidad administrativa es de 8461 habitantes (censo de 2011).
Se ubica unos 5 km al norte de la capital municipal Laç, a orillas del río Mat.

## Localidades
La unidad administrativa contiene las siguientes localidades:
- Delbnisht
- Ferr-Shkopet
- Fushë Milot
- Gallatë
- Gernac
- Mal i Bardhë
- Mal i Bardhë i Sipërm
- Mal Milot
- Milot
- Prozhmë
- Selitë
- Shkopet
- Shullaz
- Skuraj
- Vinjoll